# Вербова флейта

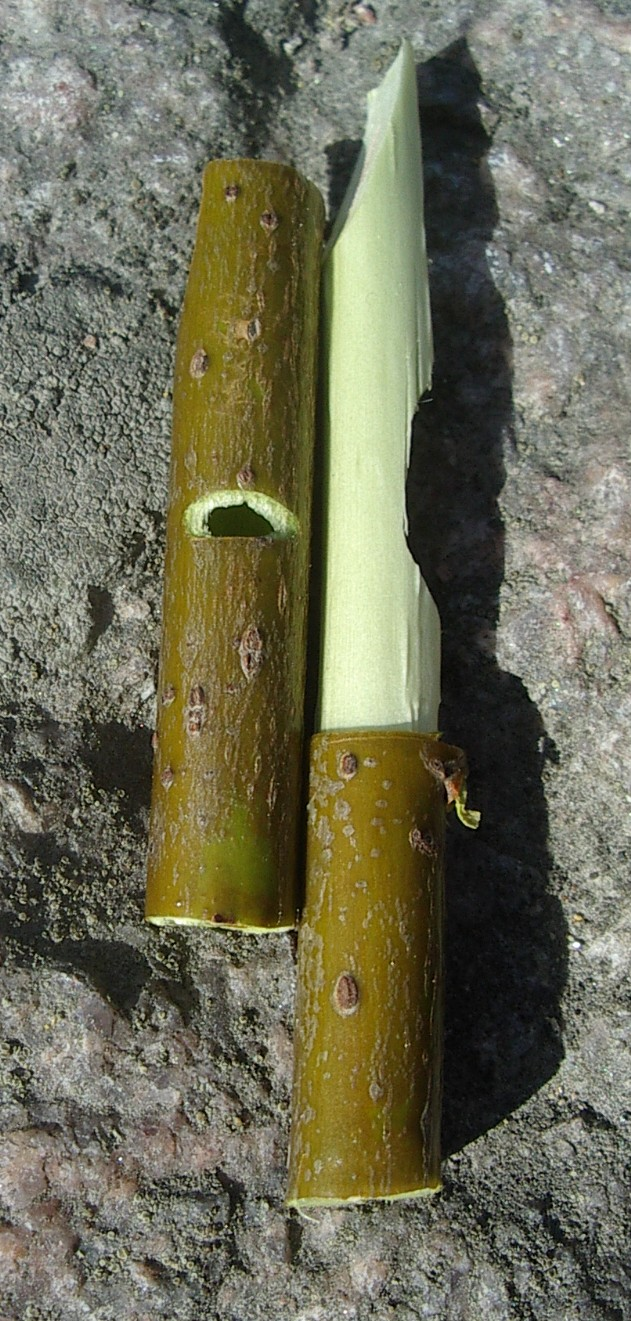

Вербова флейта, також відома як флейта з лози (норв. seljefløyte, швед. sälgflöjt або sälgpipa, фін. pitkähuilu або pajupilli, лат. kārkla stabule, лит. švilpynė) — це традиційна народна флейта скандинавських країн, тип свисткової флейти без ігрових отворів.

## Конструкція
Інструмент складається з простої трубки з поперечним свистковим мундштуком. Мундштук зазвичай виготовляється шляхом вставлення жолобчастого корка в один кінець трубки та вирізання гострого отвору на невеликій відстані від корка. Флейта не має отворів для пальців.

## Звук
Вербова флейта належить до обертонових флейт. Звуки добуваються шляхом зміни сили повітряного потоку. Кінець трубки можна прикривати пальцем або залишати відкритим. Це створює різні фундаментальні тони та їхні обертони відповідно до гармонічного ряду. Флейта не здатна відтворювати рівномірно темперований стрій.

## Матеріали
Сучасні інструменти часто виготовляються з пластику, зокрема ПВХ-трубок, але традиційно вербову флейту вирізали з кори зеленої верби. Її можна було виготовити лише навесні, коли кора легко знімалася з гілки. Після висихання кора стискалася, і флейта ставала непридатною до гри.

## Подібні інструменти
Подібні, хоча й не ідентичні інструменти виготовляли селяни в Польщі. Джерела описують процес виготовлення як kręcenie (букв. «кручення»), ukręcanie, ulinianie — терміни, що в той час могли означати «свердління» чи «вишкрібання». Такі флейти згадуються у польських народних піснях і поезії.
Вербова флейта також має конструктивну й акустичну подібність до гуцульської тилинки, — традиційної обертонової флейти без отворів, що виготовляється з дерев’яної або очеретяної трубки й також використовує зміну сили повітря та прикривання отвору для добування звуків гармонічного ряду.

#### Карельський варіант
У фінській та російській Карелії існує варіант вербової флейти, виготовлений за тією ж технологією, але замість вербової кори використовують березову кору. Цей інструмент застосовується у творчості Карельського ансамблю народної музики з Петрозаводська.

## Калюка

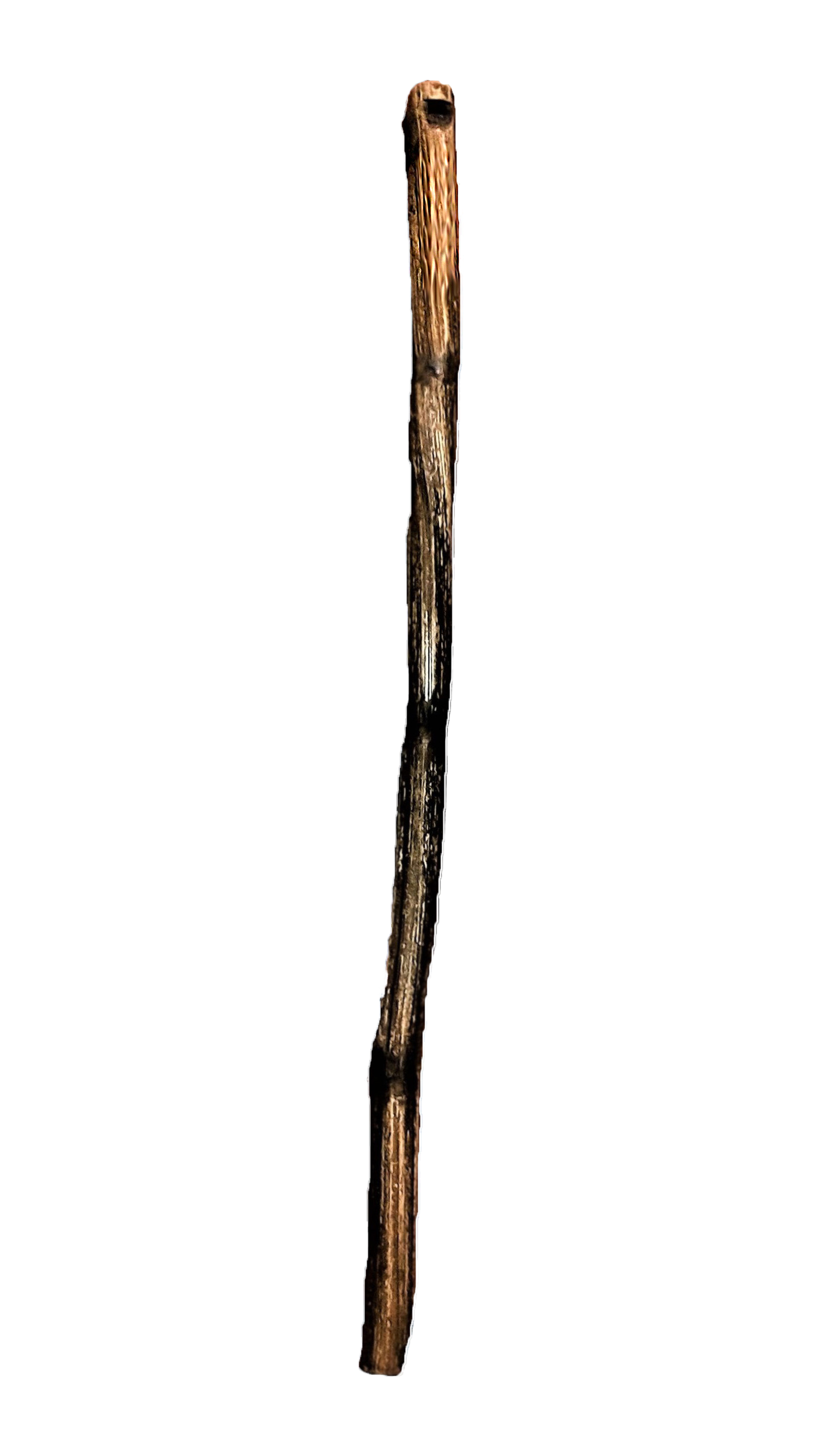
Калюка з борщівника

Калюка (також колюка, рос. калюка, колюка) — це обертонова флейта, поширена в Україні та Росії. Інструмент не має ігрових отворів.
Калюку традиційно виготовляли з порожнистих стебел рослин, таких як змієголовник, борщівник, материнка або дудник. Сучасні варіанти часто виготовляють із ПВХ для міцності та довговічності. 
Верхній кінець трубки відкритий і має вбудований свистковий мундштук. Гравець частково закриває отвір язиком для видобування звуку. Нижній кінець також відкритий; іноді біля нього є невеликий бічний отвір. Зміна звуку досягається прикриванням нижнього кінця або бокового отвору. Вищі тони досягаються шляхом сильнішого дмухання.
Калюку традиційно грали літніми вечорами після заготівлі сіна, коли були доступні відповідні рослини. Інструмент часто супроводжувався перкусією.
Традиція гри на калюці була відновлена лише в 1980-х роках студентами Московської та Ленінградської (Петербурзької) консерваторій.